# Gas House Gang
La Gas House Gang fue una pandilla callejera de Nueva York que existió durante el siglo XIX.
Fundada en los años 1890, la Gas House Gang se estableció en el Gas House district de Manhattan y controlaba el área alrededor de la Tercera Avenida entre las calles 11 a 18. Especializada en asaltos armados, se estima que la pantilla cometía entre 30 a 40 robos por noche a la vez que extorsionaba a residentes locales y burdeles. La pandilla continuó controlando la zona por dos décadas hasta que fue eventualmente absorbida por la Five Points Gang en 1910.